# Midden-Brabant Poort Omloop 2025
De dertiende editie van de wielerwedstrijd Midden-Brabant Poort Omloop vond plaats op 6 juli 2025. De 146 deelnemers moesten een parcours van 175,1 kilometer in en rond Gilze afleggen. De wedstrijd maakte deel uit van de UCI Europe Tour, met de categorie 1.2, en de Holland Cup. De Nederlander Timo de Jong won de wedstrijd, voor de Belgische veldrijder Joran Wyseure en de eveneens Nederlandse Yanne Dorenbos.

## Uitslag
| Plaats  | Naam                | Ploeg                      | Tijd     |
| ------- | ------------------- | -------------------------- | -------- |
| Winnaar | Timo de Jong        | VolkerWessels              | 3u47'28" |
| 2       | Joran Wyseure       | Alpecin-Deceuninck Dev.    | z.t.     |
| 3       | Yanne Dorenbos      | Parkhotel Valkenburg       | + 5"     |
| 4       | Niels Vandeputte    | Alpecin-Deceuninck Dev.    | + 38"    |
| 5       | Arne Santy          | Tarteletto-Isorex          | z.t.     |
| 6       | Lars Vanden Heede   | Soudal Quick-Step Dev.     | z.t.     |
| 7       | Roy Hoogendoorn     | Metec-Solarwatt p/b Mantel | z.t.     |
| 8       | Jelle Harteel       | Soudal Quick-Step Dev.     | z.t.     |
| 9       | Marc Zafra          | Soudal Quick-Step Dev.     | z.t.     |
| 10      | Lars Loohuis        | BEAT                       | z.t.     |
| 11      | Thimo Willems       | VolkerWessels              | z.t.     |
| 12      | Jesper Rasch        | Parkhotel Valkenburg       | z.t.     |
| 13      | Harry Tanfield      | Hubo-Scott                 | z.t.     |
| 14      | Delano Swenne       | GRC Jan van Arckel         | z.t.     |
| 15      | Jelle Bouma         | Diftar                     | z.t.     |
| 16      | Rick Ottema         | Diftar                     | z.t.     |
| 17      | Christiaan van Rees | Dev. Picnic PostNL         | z.t.     |
| 18      | Angus Stoneham      | Dev. Picnic PostNL         | z.t.     |
| 19      | Laurens Sweeck      | Alpecin-Deceuninck Dev.    | z.t.     |
| 20      | Nino de Jong        | Parkhotel Valkenburg       | z.t.     |